# Вибори до Європейського парламенту в Польщі 2004
Вибори до Європейського парламенту 2004 року відбулися 13 червня. Громадяни Польщі обрали 54 із 732 депутатів Європейського парламенту. Це були перші європейські вибори в Польщі.

## Виборчі округи

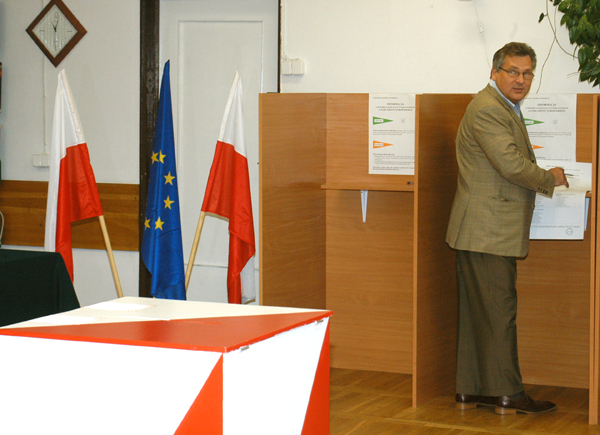
Президент Олександр Кваснєвський під час голосування

У Польщі є 13 виборчих округів для виборів до Європейського парламенту :
| Номер      | Площа                                                              | Місцезнаходження окружної виборчої комісії |
| ---------- | ------------------------------------------------------------------ | ------------------------------------------ |
| Округ №1   | Поморське воєводство                                               | Гданськ                                    |
| Округ No2  | Куявсько-Поморського воєводства                                    | Бидгощ                                     |
| Округ No3  | Підляське та Вармінсько-Мазурське воєводства                       | Ольштин                                    |
| Округ No4  | Варшава з 8 повітами Мазовецького воєводства                       | Варшава                                    |
| Округ No5  | 4 міста з повітовими правами та 29 повітів Мазовецького воєводства | Варшава                                    |
| Округ No6  | Лодзьке воєводство                                                 | Лодзь                                      |
| Округ No7  | Великопольське воєводство                                          | Познань                                    |
| Округ No8  | Люблінська губ                                                     | Люблін                                     |
| Округ No9  | Підкарпатське воєводство                                           | Жешув                                      |
| Округ No10 | Малопольське та Свєнтокшиське воєводства                           | Краків                                     |
| Округ No11 | Сілезьке воєводство                                                | Катовіце                                   |
| Округ No12 | Нижньосільське та Опольське воєводства                             | Вроцлав                                    |
| Округ No13 | Любуське та Західнопоморське воєводства                            | Гожув Великопольський                      |

## Комітети
Зрештою повідомлення подав 31 комітет. З них 14 зареєстрованих списків по всій країні, 7 зареєстрованих в окремих районах, а 10 не зареєстровані взагалі.
Національні комітети
Перелік виборчих комісій, які зареєстрували списки у всіх 13 округах (разом із усіма партіями, які балотуються за їхніми списками) у відведений термін:
- Виборчий комітет Громадянської платформи Республіки Польща
- Виборчий комітет Польської партії праці
- Виборчий комітет Самооборони Республіки Польща
- Коаліційний виборчий комітет Демократичний лівий альянс - Профспілка
- Виборчий комітет Союзу реальної політики
- Крайова виборча комісія виборців → зі списків комісії стартували Християнсько-Національний Союз (більшість), Християнська Демократія ІІІ Республіки Польща та Демократична партія, а також один член ГО, голова Конфедерації с. незалежної Польщі та один член Республіканської соціальної партії
- Ініціатива виборчого комітету для Польщі
- Виборча комісія виборців соціал-демократії Польщі
- Виборчий комітет «Право і справедливість» → члени Християнсько-Національного Союзу (частково) та один член Республіканської соціальної партії також балотувалися зі списку комітету
- Виборчий комітет Ліги польських сімей → зі списку комітету також балотувався член Польського народного блоку
- Виборча комісія виборців – Національний громадянський комітет «OKO» → Польський економічний союз і партія праці, один член PSL і один член Народно-демократичної партії стартували зі списку комітету
- Виборчий комітет Unia Wolności
- Виборчий комітет Польської народної партії
- Коаліційний виборчий комітет KPEiR - PLD → члени Лівоцентристської Республіки Польща та Польської соціалістичної партії також балотувалися зі списку комітету

Регіональні комітети
Список комітетів, які зареєстрували списки в певних округах (разом із усіма партіями, які балотуються за їхніми списками):
- Виборчий Комітет Виборців Конфедерація Руху Захисту Безробітних (округи: 3, 4, 6, 7, 8, 9, 11, 12 і 13 ) → Рух Захисту Безробітних, Конфедерація Незалежної Польщі - Патріотична Camp, Національний альянс пенсіонерів і пенсіонерів Республіки Польща стартував зі списків комітету Польщі та член партії Вікторія
- Виборчий комітет Польської Національної Партії (округи: 3, 5 та 6 )
- Зелені 2004 виборчий комітет (округи: 4, 11 та 12 )
- Виборча комісія Антиклерикально-прогресивної партії "Рація" (округи: 11 і 12 )
- Виборчий комітет національного відродження Польщі (округи: 6 і 12 )
- Виборча комісія Демократичної лівої партії ( округ 13 ) → один член АПП «Рація» також балотувався зі списку комісії.
- Виборча комісія « Разом у майбутнє » ( 4 округ )

Інші комітети
Список комітетів, які не зареєстрували список в жодному окрузі:
- Виборча комісія Робота Здоров'я Екологія - PZE
- Новий лівий виборчий комітет
- Виборча комісія виборців Група творчих людей
- Сілезький виборчий комітет виборців
- Виборчий комітет випускників Grandes Ecoles AGE
- POLSKA DROGA Виборчий комітет виборців
- Виборчий комітет «Молодь за Європу».
- Виборча комісія виборців " Racja Stan "
- Виборча комісія Кристини Мікуланки
- Виборча комісія виборців «Нові люди в польській Європі»

## Спискові номери виборчих комісій
- Номер 1 – Виборчий комітет Громадянської платформи Республіки Польща
- Номер 2 - Виборча комісія Польської партії праці
- Номер 3 - Виборча комісія Самооборони Республіки Польща
- Номер 4 - Коаліційний виборчий комітет Демократичний лівий альянс - Профспілка
- № 5 - Виборчий комітет Союзу реальної політики
- № 6 - Національна виборча комісія виборців
- Номер 7 – Ініціатива виборчого комітету для Польщі
- Номер 8 - Виборча комісія виборців Соціал-демократії Польщі
- Номер 9 – Виборча комісія « Право і справедливість».
- Номер 10 – Виборчий комітет Ліги польських родин
- № 11 - Виборча комісія виборців - Національний громадянський комітет "ОКО"
- № 12 – виборчий комітет ВО «Свобода».
- Номер 13 - Виборча комісія Польської народної партії
- Номер 14 - Коаліційний виборчий комітет КПЕіР - PLD
- № 15 - Виборчий комітет Антиклерикальної прогресивної партії "Рація"
- № 16 – Виборча комісія Польської національної партії
- Номер 17 - Виборчий комітет руху Конфедерації виборців на захист безробітних
- Номер 18 - Виборчий комітет зелених виборців 2004
- № 19 – Виборчий комітет національного відродження Польщі
- Номер 20 - Виборчий комітет Демократичної лівої партії
- № 20 - Виборча комісія виборців « Разом у майбутнє»

| Округ | PO                   | PPP                 | SRP                  | SLD-UP                      | UPR                     | NKWW                       | IdP                     | SDPL                       | PiS                 | LPR                 | OKO                             | UW                            | PSL                   | KPEiR-PLD            | Racja PL            | PPN             | KROB              | Zieloni              | NOP            |
| ----- | -------------------- | ------------------- | -------------------- | --------------------------- | ----------------------- | -------------------------- | ----------------------- | -------------------------- | ------------------- | ------------------- | ------------------------------- | ----------------------------- | --------------------- | -------------------- | ------------------- | --------------- | ----------------- | -------------------- | -------------- |
| Округ |                      |                     |                      |                             |                         |                            |                         |                            |                     |                     |                                 |                               |                       |                      |                     |                 |                   |                      |                |
| 1     | Janusz Lewandowski   | Beata Chronowska    | Bogdan Sedler        | Joanna Senyszyn             | Kazimierz Koralewski    | Marcin Pliński             | Danuta Kobylińska-Walas | Jerzy Młynarczyk           | Anna Fotyga         | Robert Strąk        | Krzysztof Kremky                | Olga Krzyżanowska             | Krzysztof Sławski     | Tadeusz Rocławski    | –                   | –               | –                 | –                    | –              |
| 2     | Jacek Bendykowski    | Grzegorz Kulczycki  | Waldemar Nowakowski  | Jerzy Wenderlich            | Wojciech Nowacki        | Maria Śliwińska            | Piotr Radzicki          | Jan Mikołajczak            | Zbigniew Girzyński  | Anna Sobecka        | Stefan Pastuszewski             | Marian Filar                  | Eugeniusz Kłopotek    | Marek Majewski       | –                   | –               | –                 | –                    | –              |
| 3     | Barbara Kudrycka     | Kazimierz Lubowicki | Bolesław Borysiuk    | Janusz Lorenz               | Bogumił Kowszuk         | Gniewomir Rokosz-Kuczyński | Janusz Lewko            | Wojciech Szewko            | Aleksander Szczygło | Bogusław Rogalski   | Franciszek Siemieniako          | Michał Klinger                | Stanisław Żelichowski | Marek Żejmo          | –                   | Iwona Zielinko  | Janina Radomska   | –                    | –              |
| 4     | Paweł Piskorski      | Andrzej Chyłek      | Michał Woszczerowicz | Piotr Gadzinowski           | Stanisław Wojtera       | Bohdan Cywiński            | Barbara Borys-Damięcka  | Dariusz Rosati             | Michał Kamiński     | Wojciech Wierzejski | Albert Światopełk-Czetwertyński | Bronisław Geremek             | Mirosław Ząbek        | Roman Jagieliński    | –                   | –               | Ireneusz Kosmahl  | Urszula Burkot       | –              |
| 5     | Krzysztof Bobiński   | Michał Janiszewski  | Marek Czarnecki      | Marian Woronin              | Andrzej Nowakowski      | Jan Rejczak                | Józef Szabłowski        | Krzysztof Toeplitz         | Marian Piłka        | Dariusz Grabowski   | Andrzej Kowalczyk               | Agata Morgan                  | Adam Struzik          | Tomasz Mamiński      | –                   | Beata Maksymiak | –                 | –                    | –              |
| 6     | Jacek Saryusz-Wolski | Andrzej Ślipko      | Bogdan Golik         | Mieczysław Teodorczyk       | Kacper Korwin-Mikke     | Wojciech Łaszkiewicz       | Sławomir Owczarski      | Marek Górski               | Paweł Zalewski      | Ryszard Bender      | Rafał Kasprzyk                  | Cezary Józefiak               | Janusz Wojciechowski  | Krzysztof Rutkowski  | –                   | Mariusz Opala   | Edward Dulewicz   | –                    | Maciej Janicki |
| 7     | Filip Kaczmarek      | Mariusz Pawluk      | Jan Masiel           | Marek Siwiec                | Artur Szubert           | Marek Waszkowiak           | Wojciech Kaczmarek      | Elżbieta Smorawińska       | Marcin Libicki      | Witold Tomczak      | Wojciech Cichy                  | Jan Kułakowski                | Andrzej Grzyb         | Włodzimierz Wycisk   | –                   | –               | Przemysław Sytek  | –                    | –              |
| 8     | Zbigniew Zaleski     | Andrzej Borys       | Wiesław Kuc          | Irena Kurzępa               | Wojciech Naja           | Józef Bergier              | Andrzej Ciołko          | Zofia Dobrzańska-Czernicka | Paweł Poncyljusz    | Mirosław Piotrowski | Anna Paschke                    | Piotr Cywiński                | Zdzisław Podkański    | Stanisław Duszak     | –                   | –               | Elżbieta Postulka | –                    | –              |
| 9     | Jan Tomaka           | Jerzy Wróbel        | Andrzej Lewiński     | Krzysztof Martens           | Zbigniew Sycz           | Andrzej Mazurkiewicz       | Marian Liwo             | Elżbieta Dynia             | Mieczysław Janowski | Andrzej Zapałowski  | Antoni Kamiński                 | Grażyna Tomczyk               | Aleksander Bentkowski | Leszek Wołoszyński   | –                   | –               | Czesław Buksiński | –                    | –              |
| 10    | Bogdan Klich         | Mariusz Olszewski   | Leopold Rutowicz     | Bogdan Podgórski            | Stanisław Michalkiewicz | Józef Lassota              | Andrzej Zacharzewski    | Edward Linde-Lubaszenko    | Adam Bielan         | Bogdan Pęk          | Tomasz Stachera                 | Janusz Onyszkiewicz           | Czesław Siekierski    | Włodzimierz Stachura | –                   | –               | –                 | –                    | –              |
| 11    | Jerzy Buzek          | Daniel Podrzycki    | Tomasz Sudoł         | Adam Gierek                 | Andrzej Misiołek        | Janusz Frąckowiak          | Wilibald Winkler        | Genowefa Grabowska         | Wojciech Roszkowski | Maciej Giertych     | Eugeniusz Hryniewicz            | Grażyna Staniszewska          | Władysław Serafin     | Michał Figlus        | Henryk Kunik        | –               | Adam Słomka       | Maria Śliwowska      | –              |
| 12    | Jacek Protasiewicz   | Tomasz Adamski      | Richard Czarnecki    | Lidia Geringer de Oedenberg | Janusz Korwin-Mikke     | Jan Waszkiewicz            | Andrzej Wiszniewski     | Józef Pinior               | Konrad Szymański    | Sylwester Chruszcz  | Jerzy Popławski                 | Violetta Kutlubasis-Krajewska | Tadeusz Samborski     | Bożena Kozłowska     | Tadeusz Tułasiewicz | –               | Anna Mellem       | Małgorzata Maćkowska | Tomasz Perek   |
| 13    | Zdzisław Chmielewski | Ryszard Brzuzy      | Jarosław Wierczuk    | Bogusław Liberadzki         | Jacek Katzer            | Wojciech Żebrowski         | Julian Lewiński         | Ewa Freyberg               | Czesław Hoc         | Tomasz Wójcik       | Antoni Feldon                   | Marcin Święcicki              | Jan Andrykiewicz      | Sławomir Machowicz   | –                   | –               | Zenon Fabianowicz | –                    | –              |

| Виборчий округ           | Назва комітету | Назва комітету           | Номер 1 у списку      |
| ------------------------ | -------------- | ------------------------ | --------------------- |
| 13 Гожув Великопольський |                | Демократична ліва партія | Елізабет Васяк        |
| 4 Варшава                |                | KWW « Разом у майбутнє » | Кристина Кшекотовська |

## Результати голосування та результати виборів
Усі наведені нижче дані базуються на повідомленні Національної виборчої комісії від 15 червня 2004 року.

### Підсумки в масштабі районів

#### Результати голосування

Переможці в окремих округах на виборах до Європарламенту
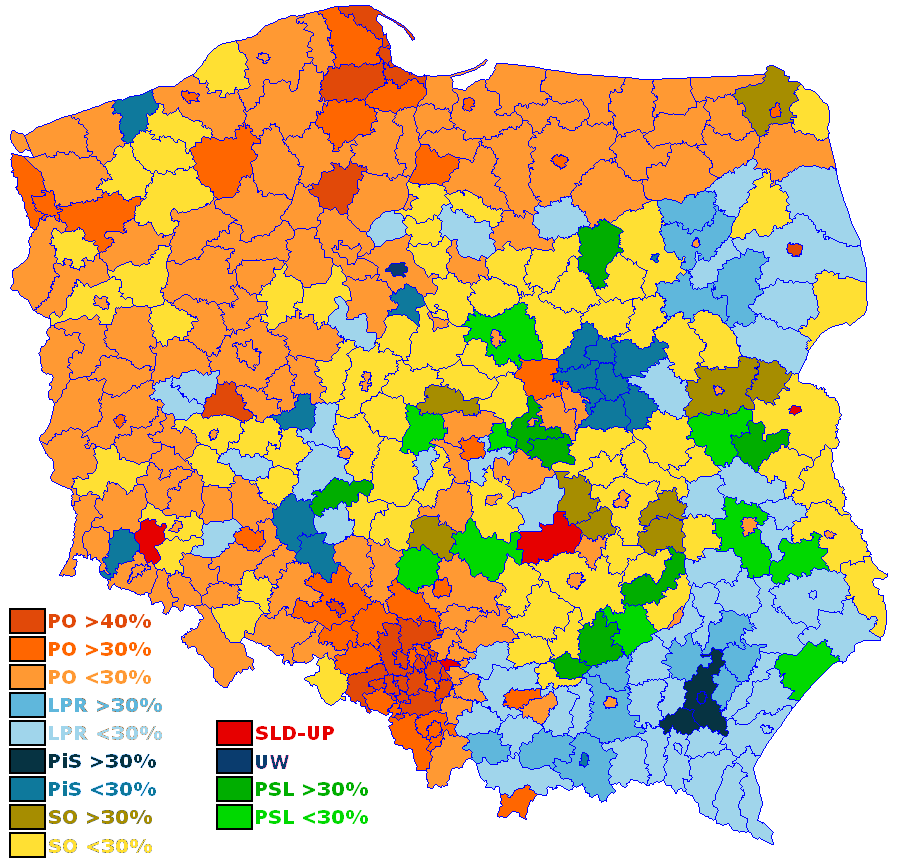
Результати виборів до Європарламенту в окремих повітах
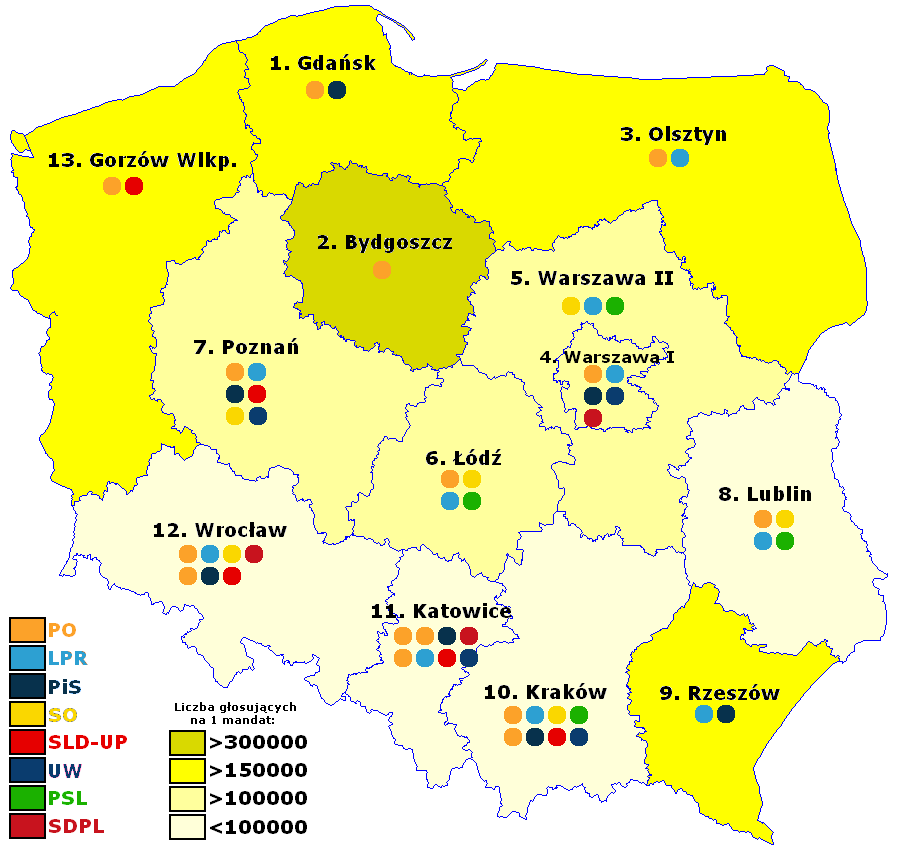
Розподіл мандатів між виборчими комісіями в окремих округах. Довідково: кількість виборців на 1 мандат
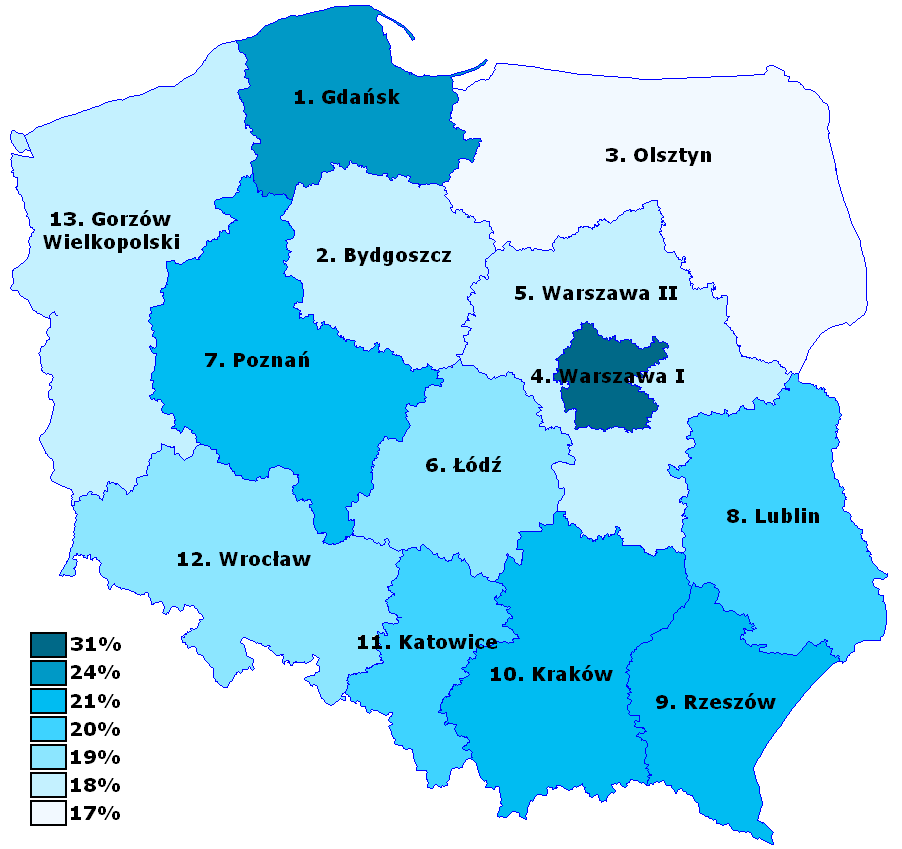
Явка на окремих виборчих округах

| Округ  |       |       |       |       |        |       |       |       |      |      |      |             |      |      |      |          |         |      |      |      |      | Частота |
| Округ  | PO    | LPR   | PiS   | SRP   | SLD-UP | UW    | PSL   | SDPL  | UPR  | NKWW | IdP  | KPEiR – PLD | KROB | OKO  | PPP  | Racja PL | Zieloni | DPL  | RdP  | NOP  | PPN  | Частота |
| ------ | ----- | ----- | ----- | ----- | ------ | ----- | ----- | ----- | ---- | ---- | ---- | ----------- | ---- | ---- | ---- | -------- | ------- | ---- | ---- | ---- | ---- | ------- |
| 1      | 36,02 | 13,79 | 11,61 | 8,27  | 6,16   | 7,65  | 2,53  | 5,86  | 1,83 | 3,41 | 0,85 | 1,10        | –    | 0,41 | 0,52 | –        | –       | –    | –    | –    | –    | 24,04   |
| 2      | 24,02 | 15,82 | 9,14  | 11,80 | 10,72  | 10,76 | 6,93  | 4,86  | 1,65 | 0,70 | 1,14 | 1,22        | –    | 0,64 | 0,62 | –        | –       | –    | –    | –    | –    | 18,69   |
| 3      | 26,99 | 18,71 | 11,47 | 12,97 | 8,83   | 3,66  | 5,33  | 3,78  | 1,17 | 1,81 | 1,52 | 0,95        | 1,04 | 0,89 | 0,67 | –        | –       | –    | –    | –    | 0,22 | 17,61   |
| 4      | 16,75 | 10,54 | 22,69 | 3,63  | 6,35   | 18,93 | 1,94  | 12,57 | 2,20 | 0,64 | 1,33 | 0,39        | 0,20 | 0,34 | 0,28 | –        | 0,75    | –    | 0,45 | –    | –    | 31,51   |
| 5      | 15,98 | 18,68 | 11,09 | 20,84 | 6,51   | 3,03  | 14,30 | 3,84  | 1,79 | 0,92 | 0,76 | 0,71        | –    | 0,53 | 0,75 | –        | –       | –    | –    | –    | 0,27 | 17,99   |
| 6      | 23,20 | 16,87 | 9,25  | 13,50 | 9,88   | 3,87  | 10,44 | 4,61  | 2,39 | 1,18 | 0,59 | 1,66        | 1,06 | 0,58 | 0,43 | –        | –       | –    | –    | 0,28 | 0,21 | 19,49   |
| 7      | 20,73 | 13,15 | 10,82 | 11,41 | 11,90  | 10,73 | 7,13  | 3,53  | 1,35 | 2,76 | 2,84 | 0,78        | 1,21 | 1,15 | 0,52 | –        | –       | –    | –    | –    | –    | 21,19   |
| 8      | 15,80 | 23,60 | 9,74  | 16,01 | 7,21   | 2,29  | 14,66 | 4,12  | 1,38 | 2,08 | 0,96 | 0,62        | 0,35 | 0,63 | 0,55 | –        | –       | –    | –    | –    | –    | 20,66   |
| 9      | 13,42 | 24,00 | 19,63 | 11,33 | 8,62   | 1,98  | 11,15 | 3,00  | 1,12 | 1,80 | 0,71 | 0,86        | 0,91 | 0,96 | 0,49 | –        | –       | –    | –    | –    | –    | 21,61   |
| 10     | 22,33 | 20,65 | 14,89 | 10,02 | 7,13   | 7,85  | 7,51  | 3,40  | 1,78 | 1,86 | 1,06 | 0,59        | –    | 0,38 | 0,54 | –        | –       | –    | –    | –    | –    | 21,13   |
| 11     | 36,01 | 12,09 | 9,50  | 6,42  | 12,58  | 5,49  | 3,07  | 5,38  | 1,12 | 0,95 | 2,26 | 0,57        | 1,32 | 0,34 | 0,64 | 1,39     | 0,87    | –    | –    | –    | –    | 20,83   |
| 12     | 27,31 | 14,22 | 9,40  | 11,79 | 12,15  | 5,37  | 2,85  | 4,94  | 4,09 | 1,22 | 2,26 | 0,72        | 0,32 | 0,47 | 0,57 | 1,26     | 0,82    | –    | –    | 0,25 | –    | 19,29   |
| 13     | 25,97 | 12,08 | 11,86 | 13,37 | 11,62  | 5,96  | 3,54  | 6,34  | 1,71 | 1,36 | 1,05 | 1,02        | 1,37 | 0,71 | 0,54 | –        | –       | 1,48 | –    | –    | –    | 18,06   |
| Polska | 24,10 | 15,92 | 12,67 | 10,78 | 9,35   | 7,33  | 6,34  | 5,33  | 1,87 | 1,56 | 1,45 | 0,80        | 0,61 | 0,58 | 0,54 | 0,30     | 0,27    | 0,09 | 0,05 | 0,04 | 0,04 | 20,87   |

#### Розподіл місць
| Округ  | PO | LPR | PiS | SRP | SLD-UP | UW | PSL | SDPL | Разом |
| ------ | -- | --- | --- | --- | ------ | -- | --- | ---- | ----- |
| Округ  |    |     |     |     |        |    |     |      | Разом |
| 1      | 1  | –   | 1   | –   | –      | –  | –   | –    | 2     |
| 2      | 1  | –   | –   | –   | –      | –  | –   | –    | 1     |
| 3      | 1  | 1   | –   | –   | –      | –  | –   | –    | 2     |
| 4      | 1  | 1   | 1   | –   | –      | 1  | –   | 1    | 5     |
| 5      | –  | 1   | –   | 1   | –      | –  | 1   | –    | 3     |
| 6      | 1  | 1   | –   | 1   | –      | –  | 1   | –    | 4     |
| 7      | 1  | 1   | 1   | 1   | 1      | 1  | –   | –    | 6     |
| 8      | 1  | 1   | –   | 1   | –      | –  | 1   | –    | 4     |
| 9      | –  | 1   | 1   | –   | –      | –  | –   | –    | 2     |
| 10     | 2  | 1   | 1   | 1   | 1      | 1  | 1   | –    | 8     |
| 11     | 3  | 1   | 1   | –   | 1      | 1  | –   | 1    | 8     |
| 12     | 2  | 1   | 1   | 1   | 1      | –  | –   | 1    | 7     |
| 13     | 1  | –   | –   | –   | 1      | –  | –   | –    | 2     |
| Polska | 15 | 10  | 7   | 6   | 5      | 4  | 4   | 3    | 54    |